# 3AM (dúo musical)
3AM es un dúo venezolano de música urbana, integrado por los gemelos Rych y Chris. 
Se dieron a conocer en la palestra musical con canciones como "Una Rosa", "Vuela" y más recientemente con su álbum "Rain City Vol.2".
Han realizado colaboraciones con artistas de la escena internacional tales como Beret, Khea, Babi y Danny Ocean.  En la actualidad se encuentran radicados en Miami, Estados Unidos.

## Carrera artística y vida personal
En agosto del 2017, con apenas 17 años, los hermanos Bermúdez dejaron Venezuela para comenzar de cero en Estados Unidos en un pueblo a las afueras de Boston  Empezaron a trabajar de meseros, pintores, repartidores o ejerciendo cualquier oficio para cubrir sus necesidades. Esto hasta el año 2019 cuando decidieron formar el dúo.
En 2022, fueron nominados Artista Revelación y Vídeo De Hip Hop por su canción "Tal vez", en los Premios Pepsi Music Venezuela.

Algunos de sus sencillos se titulan "Vuela", "Por ti", "Una rosa" y "Mil maneras de morir". Los mismos han acumulado millones de reproducciones en YouTube.

Su nombre nació del tiempo libre que dedicaban para hacer música, las 3 AM se convirtió en la hora más creativa para los artistas, según sus palabras: "una hora muy especial para nosotros".

En el año 2023 fueron considerados por Spotify como uno de los «Artist to watch 2023».